# Nick Gillingham
Nicholas Gillingham, detto Nick (Walsall, 22 gennaio 1967), è un ex nuotatore britannico.
Specializzato nella rana ha vinto la medaglia d'argento nei 200 m rana alle Olimpiadi di Seoul 1988 e di bronzo a Barcellona 1992.

## Palmarès
- Olimpiadi

Seoul 1988: argento nei 200m rana.
Barcellona 1992: bronzo nei 200m rana.
- Mondiali

Perth 1991: bronzo nei 200m rana.
- Mondiali in vasca corta

Palma di Maiorca 1993: oro nei 200m rana e bronzo nella 4x100m misti.
- Europei

Bonn 1989: oro nei 200m rana e bronzo nei 100m rana.
Atene 1991: oro nei 200m rana.
Sheffield 1993: oro nei 200m rana, argento nei 100m rana e bronzo nella 4x100m misti.
- Giochi del Commonwealth

Edimburgo 1986: argento nella 4x100m misti e bronzo nei 200m rana.
Auckland 1990: bronzo nei 100m rana e nei 200m rana.
Victoria 1994: oro nei 200m rana, argento nei 100m rana e bronzo nella 4x100m misti.